# Séléniure de germanium
Le séléniure de germanium est un composé chimique de formule GeSe. Il se présente sous la forme d'une poudre cristallisée couleur anthracite appartenant au système cristallin orthorhombique avec une symétrie de type NaCl distordue qui devient cubique aux alentours de 650 °C. On obtient du séléniure de germanium à partir de sélénium et de germanium chauffés de 600 à 700 °C sous faible pression :
Se + Ge → GeSe.
On fait croître les cristaux de séléniure de germanium en vaporisant une poudre de GeSe à l'extrémité chaude d'un tube scellé et en faisant condenser la vapeur à l'extrémité froide du tube. Les cristaux sont généralement de petite taille et présentent de signes de croissance irrégulière due essentiellement aux mouvements de convection dans le gaz du tube. Des cristaux dix fois plus grands et dépourvus de défauts visuels ont cependant été produits dans les années 1970 en microgravité dans le Skylab.